# Mick van Dijke
Mick van Dijke (né le 15 mars 2000 à Goes) est un coureur cycliste néerlandais, membre de l'équipe pe Red Bull-Bora-Hansgrohe. Son frère jumeau Tim est également coureur cycliste dans la même équipe,.

## Biographie
En 2022, il découvrira le World Tour au sein de l'équipe Jumbo-Visma.

## Palmarès sur route

### Par année
- 2020
  - 1re étape de l'Orlen Nations Grand Prix (contre-la-montre par équipes)
  - 2e du championnat des Pays-Bas sur route espoirs
  - 2e de l'Orlen Nations Grand Prix
- 2021
  -  Champion des Pays-Bas du contre-la-montre espoirs
  - Grand Prix Vorarlberg
  - 1re (contre-la-montre par équipes) et 4e étapes du Kreiz Breizh Elites
  - 2e étape du Tour de l'Avenir (contre-la-montre par équipes)
  - Flanders Tomorrow Tour : 
    - Classement général
    - 3e étape (a) (contre-la-montre) et 3e étape (b)

  - 2e du championnat des Pays-Bas sur route espoirs
  - 2e du Kreiz Breizh Elites
  - 5e du championnat du monde du contre-la-montre espoirs
  - 3e du Tour de Croatie
- 2022
  - 2e du Bloeizone Elfsteden Fryslan
- 2024
  - 2e du championnat des Pays-Bas du contre-la-montre

### Résultats sur les grands tours

#### Tour de France
1 participation
- 2025 : 113e

### Classements mondiaux
| Année                                 | 2020 | 2021 | 2022 | 2023  | 2024 |
| ------------------------------------- | ---- | ---- | ---- | ----- | ---- |
| Classement mondial                    | 423e | 193e | 332e | 1237e | 463e |
| UCI Europe Tour                       | 347e | 164e | 267e | nc    | nc   |
|                                       |      |      |      |       |      |
| Légende : nc = non classéSource : UCI |      |      |      |       |      |

## Distinctions
- Cycliste espoir néerlandais de l'année : 2021